# Pothos (geslacht)
Pothos is een geslacht uit de aronskelkfamilie (Araceae). De soorten komen voor op de eilanden in de westelijke Indische Oceaan, in tropisch en subtropisch Azië en in het zuidwesten van de Grote Oceaan. Carl Linnaeus heeft het geslacht beschreven en in 1753 in zijn boek Species plantarum gepubliceerd.

## Soorten
- Pothos armatus C.E.C.Fisch.
- Pothos atropurpurascens M.Hotta
- Pothos barberianus Schott
- Pothos beccarianus Engl.
- Pothos boyceanus G.Rajkumar, Shaju, Nazarudeen & Prakashk.
- Pothos brassii B.L.Burtt
- Pothos brevistylus Engl.
- Pothos brevivaginatus Alderw.
- Pothos chinensis (Raf.) Merr.
- Pothos clavatus Engl.
- Pothos crassipedunculatus Sivad. & N.Mohanan
- Pothos curtisii Hook.f.
- Pothos cuspidatus Alderw.
- Pothos cylindricus C.Presl
- Pothos degenerans S.Y.Wong, P.C.Boyce & A.Hay
- Pothos dolichophyllus Merr.
- Pothos dzui P.C.Boyce
- Pothos ecclesiae P.C.Boyce, S.Y.Wong & A.Hay
- Pothos englerianus Alderw.
- Pothos falcifolius Engl. & K.Krause
- Pothos fractiflexus Joling, J.T.Pereira & Damit
- Pothos gigantipes Buchet ex P.C.Boyce
- Pothos gracillimus Engl. & K.Krause
- Pothos grandis Buchet ex P.C.Boyce & V.D.Nguyen
- Pothos hellwigii Engl.
- Pothos hookeri Schott
- Pothos inaequilaterus (C.Presl) Engl.
- Pothos insignis Engl.
- Pothos junghuhnii de Vriese
- Pothos keralensis A.G.Pandurangan & V.J.Nair
- Pothos kerrii Buchet ex P.C.Boyce
- Pothos kingii Hook.f.
- Pothos lancifolius Hook.f.
- Pothos laurifolius P.C.Boyce & A.Hay
- Pothos leptostachyus Schott
- Pothos longipes Schott
- Pothos longivaginatus Alderw.
- Pothos luzonensis (C.Presl) Schott
- Pothos macrocephalus Scort. ex Hook.f.
- Pothos mirabilis Merr.
- Pothos motleyanus Schott
- Pothos oliganthus P.C.Boyce & A.Hay
- Pothos ovatifolius Engl.
- Pothos oxyphyllus Miq.
- Pothos paiei (M.Hotta) S.Y.Wong, A.Hay & P.C.Boyce
- Pothos papuanus Becc. ex Engl.
- Pothos parvispadix Nicolson
- Pothos philippinensis Engl.
- Pothos pilulifer Buchet ex P.C.Boyce
- Pothos polystachyus Engl. & K.Krause
- Pothos pugnax P.C.Boyce & S.Y.Wong
- Pothos remotiflorus Hook.
- Pothos repens (Lour.) Druce
- Pothos roxburghii de Vriese
- Pothos salicifolius Ridl. ex Burkill & Holttum
- Pothos scandens L.
- Pothos tener Wall.
- Pothos thomsonianus Schott
- Pothos tirunelveliensis Sasikala & Reema Kumari
- Pothos touranensis Gagnep.
- Pothos venustus (Wall. ex C.DC.) A.Hay & P.C.Boyce
- Pothos versteegii Engl.
- Pothos vietnamensis V.D.Nguyen & P.C.Boyce
- Pothos volans P.C.Boyce & A.Hay
- Pothos zippelii Schott

... · 
Aglaonema · 
Alocasia · 
Amorphophallus · 
Anthurium · 
Arum (Aronskelk) · 
Caladium · 
Calla · 
Culcasia · 
Dieffenbachia · 
Dracunculus · 
Epipremnum · 
Gymnostachys · 
Helicodiceros · 
Lemna (Eendenkroos) · 
Monstera · 
Philodendron · 
Pistia · 
Scindapsus · 
Spathiphyllum (Lepelplant) · 
Spirodela · 
Wolffia · 
...